# Two Minutes To Midnight
A Two Minutes To Midnight az Odaát című televíziós sorozat ötödik évadának huszonegyedik epizódja.

## Cselekmény
Dean Bobby-nál veri ki a balhét, amiért fivére azon morfondírozik, hogy testébe fogadja Lucifert, majd magát feláldozva zárja vissza ketrecébe. Telefoncsörgés, a vonal másik végén Castiel, immár egy kórházban fekve, emberként, elveszítve minden megmaradt angyali képességét. Mielőtt Dean letenné a telefont, megígéri Casnek, Bobby majd elintézi hazajutását, illetve elfogadja bocsánatkérést, amiért nemet mondott Mihálynak.
A két fivér éjszaka Iowába utazik, ahol Pestis is tartózkodik, és orvosként egy öregek otthonában öli az embereket. Betérve, Dean az őrszobán leüti az illetékest, majd hosszú időt töltenek a monitorok előtt, mire az egyiken ráakadnak a lovasra, aki bezavarja a kamerákat. Azonban Pestis az épületben tartózkodó démon segítőjétől értesül a Winchesterek érkezéséről, és csapdába csalja, és az otthon összes bennlévőjével együtt, elkábítja őket képességével. Úgy dönt, hiába porhüvelyek, mindkettőjüket megöli, amikor is betoppan Cas, és noha halandóként ő is rosszul lesz, a földön heverő démonölő tőrrel leszúrja a démont, majd Pestis ujjáról levágja a gyűrűt. A gonosztevő eltűnik, előtte még úgy szól, már úgyis késő mindez. Visszatérve Bobby-hoz, az kijelenti, biztosra tudja, hogy Halál hamarosan Chicagóba érkezik, amit egy hatalmas vihar keretében, el fog törölni a Föld színéről. Deanék kérdőre vonják, honnan tudja mindezt, mire Crowley szólal meg mellettük, és kiderül, Bobby egyezséget kötött vele, ezt pedig bizonyítja egy csók, melyet a démon lefényképezett telefonjával. Hiába támadják le a tesók, az csak a közös munka után hajlandó elengedni az alkut, ugyanis ez a biztosítéka, hogy nem ölik meg. Sam később négyszemközt beszél bátyjával, és mondja el neki, hogy minden tőle telhetőt megtesz Lucifer ártalmatlanítása érdekében. A csevejt Crowley zavarja meg; a démonok másnap fogják elkezdeni a Croatoan vírus terjesztését, mint a sertésinfluenza ellenszerét, ezt pedig meg kell akadályozniuk. Estére a team elkészül, Crowley egy sarlóféleséget ad át Deannek, mely szerinte végez a Halállal is, illetve felállítja Bobby-t a tolószékéből, utalva rá, hogy ez az ő ajándéka az alkuban.
Két csapat indul útnak: Dean és Crowley Halál után Chicagoba; Sam, Bobby és Cas pedig a Niveus Gyógyszergyárba, ahol még a vírusokkal teli üvegcséket tartják. Utóbbi társaság az úton azt beszéli meg, hogy Samnek nagy erőre lesz szükségre, hogy megszállása után irányítani tudja testében az Ördögöt. A gyárhoz érve, a szállítóautók éppen indulni készülnek, ezért azonnal megtámadják a kocsikat és az üzemet, több démont és fertőzöttet ölnek meg, Sam pedig hősiesen kimenti az épületből a bent rekedteket. Ez idő alatt Crowley elvezeti Deant a lovasok "istállójához", egy elhagyatott gyárépület-féleséghez, ahol már rengeteg kaszást gyűlt össze a jövendő katasztrófára, ám senkit nem találnak ott. Végül a démon egy belvárosi pizzériában leli meg Halált, aki odabenn már mindenkit kiirtott. Dean egyedül tér be, hogy a sarlóval megölje, az azonban egy pizzát étkezve, észreveszi, és magához ragadja tőle a fegyvert. Letessékeli magához a fiút, és közli vele; ő nem szeretne nagy felhajtást az Apokalipszissel, hisz a Föld neki csak egy jelentéktelen kis bolygó a galaxisban, és akár Isten helyét is át tudná venni, ha Lucifer nem tartaná őt féken egy átokkal. Ezért használati utasítással, átadja a gyűrűjét Deannek, azzal a feltétellel, hogy az hagyni fogja, hogy öccse igent mondjon a Sátánnak. A fiú rövid gondolkodás után beleegyezik.
A történtek után, a srácok visszatérnek a roncstelepre, ahol Dean az összegyűjtött négy lovas gyűrűjével kísérletezik. Bobby kínálja meg egy pofa sörrel, és beszédbe elegyednek. Dean elmondja, milyen ígéretet tett, mire Bobby azzal vág vissza, hogy akármi is fog történni, a gyógyszergyári önzetlen mentés óta tudja, Samben nem csak gonosz erő van, nem szabadna meghalnia...

## Természetfeletti lények

### Démonok
A démonokat a folklórban, mitológiában és a vallásban egyaránt olyan természetfeletti lényként, gonosz szellemként írják le, melyeket meg lehet idézni, és irányítani is lehet. Közeledtüket általában elektromos zavarok jelzik, maguk mögött pedig ként hagynak.

### Croatoan vírussal fertőzöttek
Eme démoni vírus egy veszedelmes kórokozó, mely az emberek vérével keveredve fertőz, majd a véráramba jutás utáni néhány perc elteltével kezd hatni: az illető teljesen kifordul önmagából, agresszívvá válik, tudtán kívül minden embert megtámad. Mivel ellenszer a vírusra nincs, a fertőzötteket megállítani csupán megölésükkel lehet. Valószínűleg démonok fejlesztették ki.

## Időpontok és helyszínek
- 2010. tavasza

– Sioux Falls, Dél-Dakota
– Davenort, Iowa
– Chicago, Illinois

## Zenék
- Jen Titus – O Death

## Külső hivatkozások
- Supernatural-Two Minutes To Midnight az Internet Movie Database oldalon (angolul)